# Isa Čelebi
Isa Čelebi (turško İsa Çelebi) je bil osmanski princ (turško şehzade) in sovladar v osmanskem medvladju (1402-1413),  * 1380, † 1406.
Çelebi je časten naziv, ki pomeni "uglajen gospod".

## Ozadje
Isa je bi eden od sinov sultana Bajazida I.  Njegova mati je bila Devetšah Hatun, hčerka germijanskega Sulejman Šaha in Mutahare Abide Hatun. Med očetovim vladanjem je bil guverner (sancak-bey) Antalije in se ob očetu boril s Timur Lenkom v bitki pri Ankari  leta 1402. Osmanska armada je bila v bitki poražena, Bajazid pa ujet. Isa je pobegnil v zahodno Anatolijo.

## Osmansko medvladje
Ko je Isa leta 1403 izvedel za očetovo smrt v Timurjevem ujetništvu, se je začel boriti proti bratom Mehmedu Čelebiju, Musi Čelebiju in Sulejmanu Čelebiju. Z Muso se je boril za oblast v Bursi, anatolski prestolnici Osmanskega cesarstva. Porazil je Muso in dobil oblast v delu  anatolskega ozemlja. Na evropskem delu cesarstva, Rumeliji, je vladal brat Sulejman, v vzhodni Anatoliji pa brat Mehmed, kasnejši sultan Mahmed I. Isa se je zavedal, da je njegova oblast med bratoma na obeh straneh krhka, zato je z bizantinskim cesarjem Manuelom II. Paleologom sklenil sporazum o prijateljstvu in zavrnil Mehmedov predlog za delitev anatolskega dela cesarstva. Po zavrnitvi je bil leta 1405 v bitki pri Ulubadu poražen. V bitki je izgubil tudi svojega vezirja in izkušenega državnika Timuraša. 
Pobegnil je na bizantinsko ozemlje v Rumeliji, kjer se je srečal s Sulejmanom, ki je podpiral njegove zahteve v Anatoliji. Isa se je s svežo vojsko, ki mu jo je dal na razpolago Sulejman, vrnil v Anatolijo in poskušal ponovno osvojiti Burso. Po neuspelem poskusu se je povezal z nekaj anatolskimi kneževinami (beylik), ki jih je njegov oče podjarmil, po njegovem porazu pri Ankari pa so spet postali neodvisni. Nadaljeval je vojno z Mehmedom, vendar je po nekaj porazih in izdaji svojih zaveznikov opustil boj za prestol.
Po zgodovinarju Josephu von Hammerju se je Isa po porazu skrival.  Po drugih virih so ga leta 1406 v javnem kopališču v Eskişehirju  odkrili bratovi pristaši in ga umorili.

## Zapuščina
Osmansko medvladje se je nadaljevalo do leta 1413, ko je Mehmed po porazu brata Muse zavladal kot sultan Mehmed I. Brat Mustafa Čelebi, ki se je med državljansko vojno skrival, se je dvakrat neuspešno uprl osmanskemu prestolu. Prvič proti Mehmedu I. leta 1416 in drugič proti njegovemu nasledniku Muratu II. leta 1421.